# Gunboat Grinder
Grinder ((engelsk): kværn, sliber) var en britisk kanonbåd, der ikke fik præfikset HMS, da den blot var tilknyttet som tender til HMS Anholt. Sidstnævnte var briternes betegnelse for den besatte ø Anholt under Kanonbådskrigen. Grinders oprindelse er dunkel, men danskerne erobrede den i 1810 og briterne generobrede den i 1811. Grinders efterfølgende skæbne er ligeså dunkel som oprindelsen.

## Anholt
Den 18. maj 1809, anførte 74-kanoners linjeskibet HMS Standard, under kommandør Askew Hollis, en eskadre der inkluderede fregatten HMS Owen Glendower, og de mindre HMS Avenger, HMS Ranger, HMS Rose and HMS Snipe. Tilsammen erobrede de Anholt. En landgangsstyrke bestående af søfolk og marineinfanteri under ledelse af kommandør William Selby fra HMS Owen Glendower, med assistance fra kaptajn Edward Nicolls fra HMS Standards marineinfanteri, landede. Den danske garnison på 170 mand gjorde hårdnakket men uvirksom modstand, der dræbte en britisk marineinfanterist og sårede to andre. Garnisonen kapitulerede og briterne besatte Anholt.

## Grinder i indre danske farvande
Kaptajn Nicolls, der var Anholts guvernør, fik i 1810 bekymrende efterretninger om at der var samlet en dansk styrke i Jylland med henblik på at generobre Anholt. Han beordrede derfor Anholts både til at overvåge Randers og Grenå, hver gang vinden var gunstig. Derfor genudrustede han "GB Grinder", som havde overvintret på øen. Nicolls gav Grinder en blandet besætning af 30 søfolk og marineinfanterister fra øens garnison, og gav Master's Mate Thomas Hester kommandoen. Nicolls befalede også "Grinder" at hindre den civile kysttrafik.
"Grinder" opbragte en dansk handelsslup "ud for den svenske kyst" d. 17. marts. Dagen efter beordrede Nicolls Grinder til at undersøge Øster Hurups havn (nord for Mariager Fjord), hvor man opdagede et antal mindre danske handelsfartøjer og lykkedes at erobre fem af dem for næsen af en dansk kanonchalupsflotille. Efter forlydende var disse seks blandt de i alt 12 handelsfartøjer, Grinder erobrede.

## Krigsbytte
Den 13. april 1810 forfulgte Grinder to mindre skibe, da premierløjtnant Peter Nicolai Skibsted, der med fire danske kanonchalupper eskorterede otte fragtskibe fra Udbyhøj (ved udmundingen af Randers Fjord) til Samsø, opdagede Grinder. Han gemte sine kanonchalupper bag fragtskibene, og narrede Grinder til at komme tættere på. Så snart Hester opdagede krigslisten prøvede han at flygte. Det lykkedes Skibsted på 90 minutter at ro sine kanonchalupper ind på Grinder, og efter en mindre skudveksling måtte Hester kapitulere. Mønstringsrullen for HMS Anholt angiver Hester og 27 mand som "Afmønstret – krigsfange i Danmark" d. 17. april 1810. En mand angives at være blevet dræbt.
The Times reporterede at:
"En postbåd fra Göteborg har medbragt diverse oplysninger. En artikel fra d. 21. april beskriver erobringen af en engelsk gun brig i Østersøen. Dette fartøj havde overvintret på Anholt. De engelske tab var to dræbte og to sårede. Det viste sig at være Grinder, kaptajnløjtnant Esher."

## Dansk tjeneste (21. april 1810 til 5. juli 1811)
Danskerne bragte Grinder til Samsø hvor de reparerede skaderne. Den fik navnet Prise Nr. 5, og maanedslieutnant Oldelan fik kommandoen d. 21. april 1810. I dansk tjeneste var Grinder (Prise Nr. 5) bevæbnet med:
En 24-punds forladekanon,
en 24-punds karronade og
en 4-punds haubits.
Prise Nr.5 sejlede d. 23. juni 1810 til Fladstrand (nær Frederikshavn). Der blev den en del af premierløjtnant Falsens flotille, som allerede bestod af den erobrede HMS Minx, to kanonchalupper og to kanonjoller. Prise Nr.5 blev derefter overført til Skagen, hvor en storm satte den på grund 4.-5. august. Den kom flot og i december sejlede den til Fladstrand, hvor den blev lagt op. Fra marts 1811 var Prise Nr.5 stationeret i Fladstrand.

## Anholt igen
I begyndelsen af marts 1811 modtog viceadmiral Sir James Saumarez information om at danskerne ville angribe Anholt, hvor der var en garnison på omkring 450 britiske søfolk, marineinfanterister og soldater under kommandør Maurice fra Royal Navy. Saumarez sendte derfor HMS Sheldrake og HMS Tartar for at forstærke øen. Det efterfølgende Slaget om Anholt (25.-27. marts 1811) var et nederlag til danskerne. Briterne holdt fortsat øen besat indtil Kieltraktaten afsluttede krigen d. 15. januar 1814.

## Skæbne
Danske arkiver angiver at briterne generobrede Prise Nr.5 d. 5. juli 1811 mellem Hjelm og Sejerø da Fladstrand-flotillen angreb en britisk konvoj. Briggen HMS Sheldrake var sammen med linjeskibene HMS Cressy, HMS Defence, HMS Dictator, samt briggen HMS Bruizer, for at eskortere en konvoj af britiske handelsskibe. Da konvojen passerede Hjelm, angreb en flotille på 17 dansk-norske kanonchalupper og ti kanonjoller. Angriberne mistede fire kanonchalupper, mens konvojen var uskadt. Under angrebet erobrede HMS Sheldrake de danske kanonchalupper Nr. 2 og Nr. 5.
Det lader til at Prise Nr. 5 og kanonchalup Nr. 5 var det samme fartøj. Hvis det er rigtigt, vidste briterne ikke at de havde erobret et fartøj, der tidligere havde været deres. Nummer 5's endelige skæbne er dunkel, men et mindre skib "the tender Grinder" var solgt og ophugget d. 22 august 1832 ved Sheerness i England
Det er muligt det var det samme.

## Bemærkninger
- Der var en anden Grinder, der også blev erobret i 1810, men det var af en fransk kaper, og ikke den dansk-norske flåde. Sluppen HMS Favorite generobrede denne Grinder d. 3. oktober 1810[14] og det var formentlig det handelsfartøj der ankom til Whitehaven, nævnt i pressen i januar 1811: "Grinder (kaptajn Turner), lastet med uld fra Lissabon; opbragt af en fransk kaper men generobret af en engelsk slup og ført til Plymouth..."[15][16]

- Ifølge danske og tyske kilder, samt engelsksprogede kilder baseret på disse, angives kaptajnen som Lieutenant Thomas Ester eller Esther. Ingen af disse navne optræder i de britiske arkiver som søofficerer. Mønstringsrullen for HMS Anholt har derimod en Master's Mate Thomas Hester.[17]

- Harrup lader til at være en anglificering af det danske stedord 'Hurup', i dag benævnt 'Øster Hurup', på Jyllands østkyst. Mange af Jyllands småhavne var stadigvæk tilfrosset medio marts 1810 og kanonbådsbesætningerne havde ofte vinterorlov mens det var isvinter[18] – så kanonbådene var enten frosset inde eller ubemandede.